# Claudio Bonzi
Claudio Bonzi (San Giovanni Bianco, 1962) è un ex fondista di corsa in montagna italiano.

## Biografia
Nel 1986 ha partecipato ai Mondiali di corsa in montagna, piazzandosi in ventiquattresima posizione e vincendo una medaglia d'oro a squadre.

## Palmarès
| Anno | Manifestazione                | Sede     | Evento         | Risultato | Prestazione | Note |
| ---- | ----------------------------- | -------- | -------------- | --------- | ----------- | ---- |
| 1986 | Mondiali di corsa in montagna | Morbegno | Distanza lunga | 24º       |             |      |
| 1986 | Mondiali di corsa in montagna | Morbegno | A squadre      | Oro       |             |      |

## Campionati nazionali
1980
- 5º ai campionati italiani juniores di corsa in montagna

1984
- Bronzo ai campionati italiani di corsa in montagna a staffetta (in squadra con Pier Alberto Tassi e Vito Cornolti)

1986
- 10º ai campionati italiani di corsa in montagna

1987
- 23º ai campionati italiani di corsa in montagna

1988
- 7º ai campionati italiani di corsa in montagna a staffetta (in squadra con Roberto Berizzi ed Ivo Rovelli)

1990
- 11º ai campionati italiani di corsa in montagna a staffetta[1] (in squadra con Luigi Mosca ed Ivo Rovelli)

## Altre competizioni internazionali
1980
- 21º al Giro del monte Reale ( Ronco Scrivia) - 1h07'15"6

1993
- 31º alla Dieci miglia del Garda ( Navazzo), 10 miglia - 57'00"[2]

1985
- 21º alla Dieci miglia del Garda ( Navazzo), 11,25 km - 36'21"[3]

1986
- 42º al Campaccio ( San Giorgio su Legnano) - 40'17"